# Phrynobatrachus sulfureogularis
Espèce
Statut de conservation UICN

 VU  : Vulnérable
Phrynobatrachus sulfureogularis est une espèce d'amphibiens de la famille des Phrynobatrachidae.

## Répartition
Cette espèce est endémique du Burundi. Elle n'est connue que dans sa localité type située dans le massif de Nanzergwa, entre 2 300 et 2 500 m d'altitude,.

## Publication originale
- Laurent, 1951 : Deux reptiles et onze batraciens nouveaux d'Afrique centrale. Revue de Zoologie et de Botanique Africaines, vol. 44, p. 360-381.